# 14 км (зупинний пункт, Луганська дирекція, Лутугинський район)
14 км — пасажирська зупинна залізнична платформа Луганської дирекції Донецької залізниці.
Розташована на півдні с. Розкішне, Лутугинський район, Луганської області на лінії Луганськ — Лутугине між станціями Борисівка (3 км) та Коноплянівка (5 км).
Через військову агресію Росії на сході України транспортне сполучення припинене.